# Округ Бардјејов
Округ Бардјејов (слч. Okres Bardejov) округ је у Прешовском крају, у Словачкој Републици. Административно средиште округа је град Бардјејов.

## Географија
Налази се у сјеверном дијелу Прешовског краја.
Граничи:
- на сјеверу је Пољска,
- источно Округ Свидњик,
- западно Округ Стара Љубовња,
- југозападно Округ Сабинов,
- јужно Округ Прешов.

Клима је умјерено континентална.

## Становништво
| Година:    | 1994.  | 2004.   | 2014.   | 2024.   |
| ---------- | ------ | ------- | ------- | ------- |
| Број људи: | 73 638 | 76 455  | 77 830  | 75 664  |
| Разлика:   |        | +3,82 % | +1,79 % | -2,78 % |

| Година:    | 2023.  | 2024.   |
| ---------- | ------ | ------- |
| Број људи: | 75 547 | 75 664  |
| Разлика:   |        | +0,15 % |

Према подацима о броју становника из 2011. године округ је имао 77.907 становника. Словаци чине 85,29% становништва.
| Етнички састав (2011)‍ | Етнички састав (2011)‍ | Етнички састав (2011)‍ | Етнички састав (2011)‍ | Етнички састав (2011)‍ |
| --------------------- | --------------------- | --------------------- | --------------------- | --------------------- |
|                       |                       |                       |                       |                       |
| Словаци               | Словаци               |                       | 0                     | 85,29%                |
| Роми                  | Роми                  |                       | 0                     | 4,15%                 |
| Рутени                | Рутени                |                       | 0                     | 3,87%                 |
| Украјинци             | Украјинци             |                       | 0                     | 0,60%                 |
| остали, непознато     | остали, непознато     |                       | 0                     | 6,09%                 |

## Насеља
У округу се налази један град и 85 насељених мјеста.